# Killykeen Forest Park
Killykeen Forest Park är en park i republiken Irland. Den ligger i grevskapet Cavan och provinsen Ulster, i den norra delen av landet, 110 km nordväst om huvudstaden Dublin. Killykeen Forest Park ligger 12 kilometer nordväst om Cavan nära Killeshandra.
Parken omger sjön Lough Oughter vars övervuxna öar i många fall varit crannógs, på en av dessa öar ligger ruinerna av Clogh Oughter Castle, en borg från 1200-talet.
De vanligast förekommande träden är granar och sitkagranar men det växer även ask, ek och björkar i parkens skogar. I Killykeen Forest Park lever vesslor, grävlingar, rävar, grå ekorrar och igelkottar.

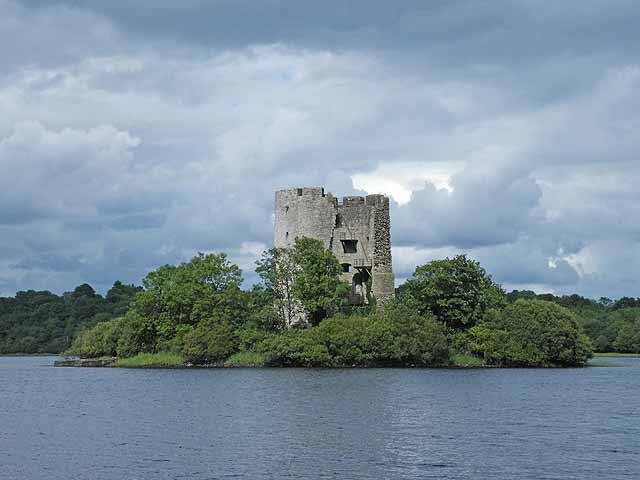
Clogh Oughter Castle
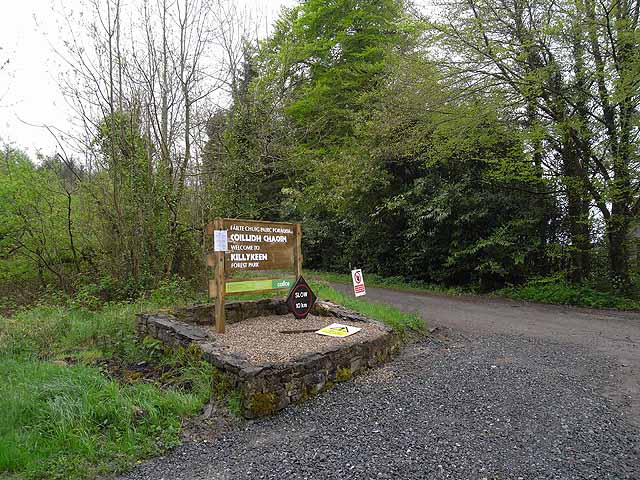
Välkomstskylt vid infarten
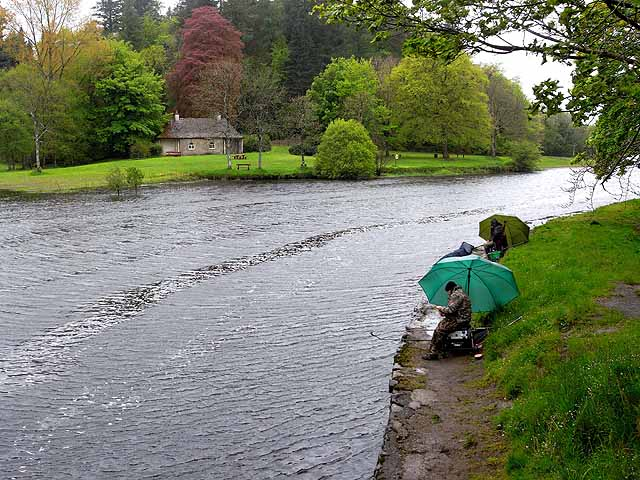
Fiskare vid The Narrows